# 천안쌍용초등학교

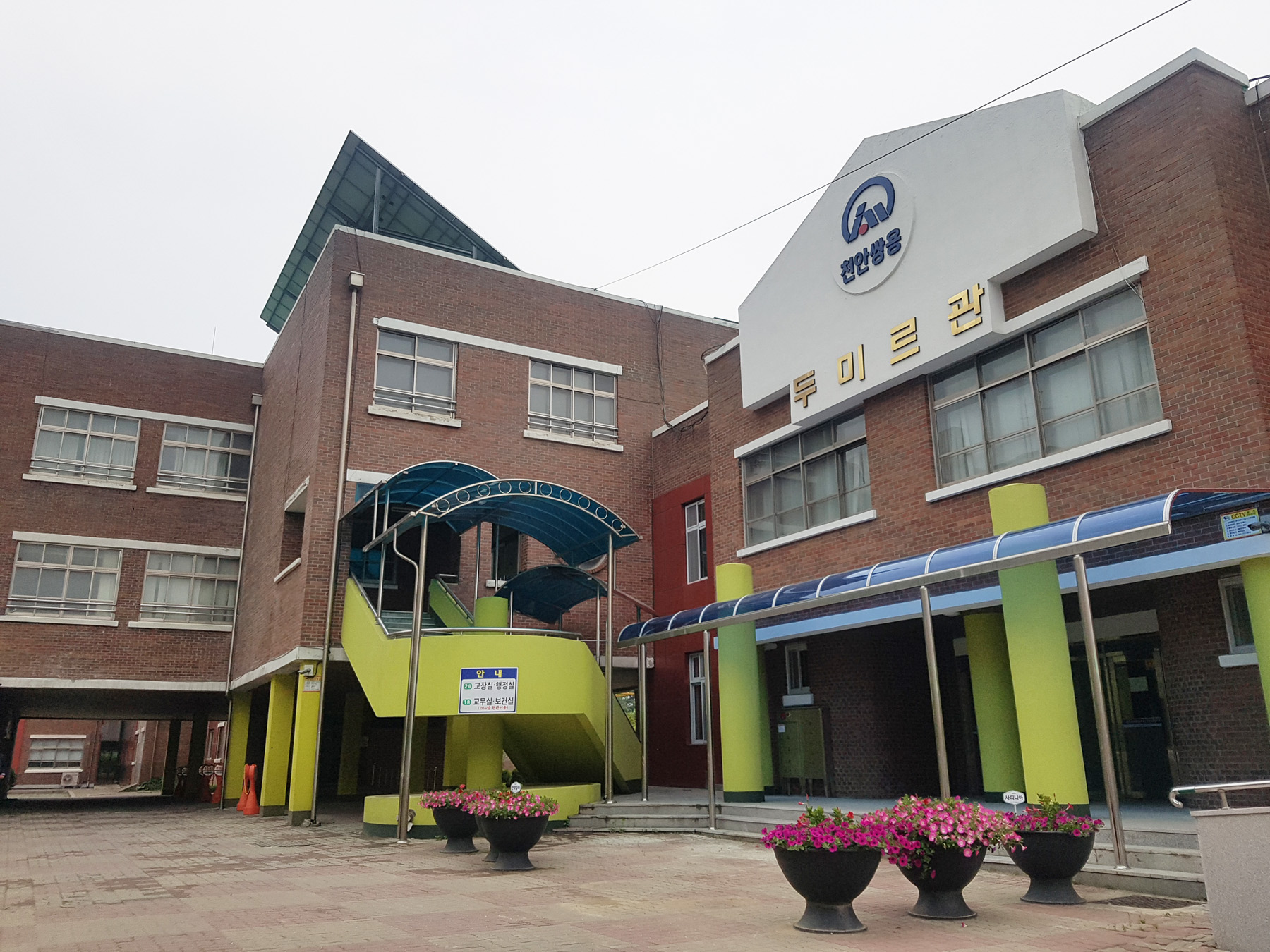
천안쌍용초등학교

천안쌍용초등학교는 대한민국 충청남도 천안시 서북구에 있는 공립 초등학교이다.

## 학교 연혁
- 1994년 4월 26일: 설립인가
- 1996년 3월 1일: 개교
- 2009년 3월 1일: 36학급(특수 1학급) 편성, 병설유치원 1학급
- 2010년 3월 1일: 36학급(특수 2학급) 편성, 병설유치원 1학급
- 2012년 3월 1일: 35학급(특수 2학급) 편성, 병설유치원 1학급
- 2016년 3월 1일: 제20회 졸업
- 2017년 2월 10일: 제21회 졸업
- 2017년 3월 1일: 30학급(특수 2학급) 편성, 병설유치원 2학급(특수 1학급)
- 2018년 1월 4일: 제22회 졸업
- 2018년 3월 1일: 30학급(특수 2학급) 편성, 병설유치원 2학급(특수 1학급)

## 참고 자료
- 천안쌍용초등학교 - 한국교육학술정보원 학교알리미